# جبلة الحمرة
جبلة الحمرة  قرية سوريّة تتبع إداريّاً لمحافظة حلب منطقة الباب ناحية عريمة، بلغ تعداد سكانها 736 نسمة حسب التعداد السكاني لعام 2004.